# 川村保太郎

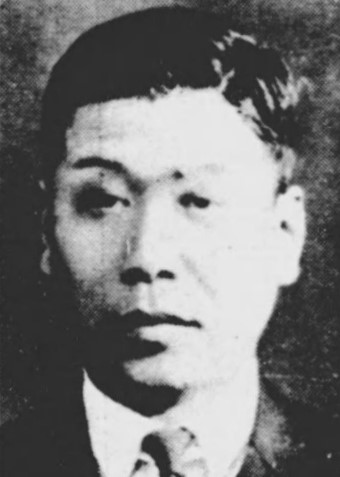
川村保太郎

川村 保太郎（かわむら やすたろう、1894年（明治27年）3月25日 - 1945年（昭和20年）2月11日）は、日本の労働運動家、政治家。衆議院議員。

## 経歴
大阪府若江郡小阪村（のち中河内郡小阪町、現:東大阪市）で、川村喜三郎の息子として生まれる。
高等小学校卒業後、米屋などを経て大阪砲兵工廠職工となる。1919年、労働組合向上会、官業労働総同盟の結成に加わり主事に就任し、1922年、砲兵工廠を解雇された。その後、労働運動に専念。大阪市会議員、大阪府失業防止委員、大阪地方裁判所借地借家調停委員、同金銭債務調停委員、同商事調停委員、農民労働党創立委員、社会大衆党中央執行委員、消費組合公益社理事などを務めた。また社会病院を設立して委員となり、国際労働総会に二度、労働者代表として出席した。
1936年2月、第19回衆議院議員総選挙で大阪府第四区から社会大衆党所属で出馬して当選。第20回総選挙でも当選し、衆議院議員を連続二期務めた。1939年5月20日、衆議院議員選挙法違犯事件について大審院で上告棄却となり判決が確定し議員を退職した。